# Турнава, Натела
Натела Турнава (груз. ნათელა თურნავა; род. 19 октября 1968 года, Москва, РСФСР, СССР) — грузинский государственный и политический деятель. Действующий министр экономики и устойчивого развития.

## Биография

#### Образование
В 1985 году закончила Тбилисскую среднюю школу № 56 с золотой медалью. Окончила экономический факультет Тбилисского государственного университета. В 1994 году защитила диссертацию, имеет ученую степень кандидата экономических наук. Автор более 40 научных работ и 2 книг. В 2005 и 2006 годах училась в Гарвардском университете. В 2012—2014 годах в Кембриджском Университете, имеет степень магистра делового администрирования.

#### Политическая деятельность
В 1994—1996 годах ассистент профессора, работала ведущим научным сотрудником в Институте политических наук Грузии, а также читала лекции по различным экономическим дисциплинам в высших учебных заведениях Тбилиси. 
С 1997 года — помощник профессора, работала государственным советником в Государственной канцелярии. Работала в финансовой службе, где последовательно занимала ряд должностей: заместитель начальника управления финансово-бюджетной политики, заместитель начальника экономической службы. Являлась исполняющим обязанности парламентского секретаря Президента. 
С 1998 по 2000 год являлась членом собрания Тбилиси, заместитель председателя финансово-бюджетной комиссии. С 2000 года первый заместитель министра экономики Грузии, исполняла обязанности заместителя секретаря Совета Безопасности при президенте Грузии, заместитель секретаря Совета Безопасности при президенте Грузии.
С 14 сентября 2018 года заместитель министра экономики и устойчивого развития Грузии. 18 апреля 2019 года назначена министром экономики и устойчивого развития Грузии.
С 2006 года член совета директоров «Индустриальной группы Грузии», генеральный директор «Международной энергетической корпорации Грузии», председатель совета директоров. В августе 2013 назначена заместителем исполнительного директора «Партнерского фонда». 
Владеет русским и английским языками.
Супруг и один ребенок.